# きゅーきゅーキュート!
『きゅーきゅーキュート！』は、野島けんじによる日本のライトノベル。イラストは武藤此史が担当。MF文庫J（メディアファクトリー）より2006年7月から2011年8月まで刊行された。
メディアミックスとして、『月刊コミックアライブ』（同）にて藤井理乃によるコミカライズが2008年10月号から2010年4月号まで連載された。

## あらすじ
日本初の能力開発専門学校・レゾン学院に通う春日理刀の悩みは、能力者と認定されるために必要な能力値が「100」にどうしても届かず「99」で止まったままでいることだった。どうしても能力値を100以上に上げて一般科から能力開発学科（ペンタグラム）へ編入したい理刀は、魔界産の食物を口にすれば能力値が上がると言う噂にわずかな望みを託し、「魔界の至宝」の二つ名を持つ公爵家令嬢──スキュース・フォンターナの歓迎パーティーに潜入する。
理刀はどうにかパーティー会場への潜入に成功するが、あいにくスキュースは体調不良で欠席していると聞き、会場を抜け出すことにする。その時、突如として一匹の翼竜が理刀の頭上に舞い降りる。どうやっても頭から離れようとしない翼竜に理刀が困り果てていると、銀髪の小柄な少女が不機嫌そうな表情で近付いて来た。その少女は自分こそが「魔界の至宝」スキュース・フォンターナだと名乗るのだが…。

## 登場人物

### 主要人物
春日 理刀（かすが りと）
本作の主人公。レゾン学院一般科の生徒だが、能力値が1000を超える優秀な第一級の「精霊使い」である母のように立派な能力者となって人助けをしたいと思っている。そのために能力開発学科への編入に必要な能力値100以上を目指しているが、どうしても99から上がらず困っていた。後に全ての魔力や術式を中和する「混沌とした実在（カオティック・リアル）」の能力があることが判明する（ただし一般生徒の多くにはこのことは知られていない）が、能力値は99のままなので一般科に据え置きとされる（能力の扱いが難しいという理由も一応ある）。5巻でアンダーレゾン学院特別クラスに（カカにより強制的に）編入されるが、7巻冒頭で一般科に戻される。
父親は能力の無い一般人だが、母親と共に国家機関である「緊急対処センター」に勤務し、ほとんど帰宅する暇もないほど忙しい毎日を送っている（そのため、作中には未登場）。
能力値アップを目指して様々な（しかし無益な）努力を重ねていたらしいが、その割には学力は並で身体能力も高くない。だが体力だけはそこそこ有る。
好物はチキンカレーとバナナ・オレとポテトチップス。
魔界で「大会」（ササラ姫の婿争奪戦）に参加させられ、優勝した後、人間界に帰ってきた。
走竜であるフィストの言語が理解できる。9巻の毒舌丸の発言によれば「混沌とした実在」の能力者は竜とは相性がいいらしい。
12巻までにキュート達から好意を寄せられているが、本人はほとんど気づいていない。
最終巻にて、全ての魔力を増幅させる原初竜(クリエイト)の「創造される万象(クリエイティブ・コスモ)」の力も併せ持つ「開闢竜」の能力者であることが判明し、最後は自身の能力を制御するために魔界に残り修行し5年後に人間界に帰ってきた頃には使いこなせるようになった。
キュート・フォンターナ
本作のヒロイン。魔界の公爵・フォンターナ家の667番目の娘。ある目的のため、「魔界の至宝」の二つ名を持つ姉・スキュースの名を騙り、レゾン学院に短期留学で編入して来た（後に本名で正式に編入する）。口癖は「きゅー」。幻術が得意、というよりそれ以外の能力はほとんど使えない。その上、人間同様に発動に媒体を必要とするなど、普通の魔族ではあり得ないほど能力が低く、強いコンプレックスを抱いている。母親がいないため、刃哭に懐いている。能力の飛び抜けた弱さや人間界への傾倒ぶりからみて、母親は人間ではないかとも考えられる。
5巻で「奇跡の血」の持ち主であることが明かされたが、詳細は不明。かつて、2歳の時にもこの能力が発動し、瀕死の重傷を負ったリイザの命を救ったことがあるらしい。その時は2年間昏睡状態のままだった。
理刀のことが大好き。7巻では理刀が自分の気持ちに気付いてくれると信じ、自分が石化されたという設定で涙目ながらも理刀とキスをしようとした。しかし、その場に現れた大量の土人形（リイザが出したと思われる）によって未遂に終わる。
11巻のリイザの発言から彼女の中に何者かが封印されているらしく、12巻にて誰なのかが判明した。
最終巻でリイザから、彼女の力が弱いのは彼女自身が人間の母親と魔界人の父親との間に生まれたハーフであるためと知らされる。
亜威 黒媛（あい くろひめ）
「蛇髪女の眼（メドゥサ・アイ）」の二つ名を持つスターライトクラスの2年生。
ロングストレートの黒髪に、気の強そうな凛々しい顔立ちの美少女で、スタイルも良くかなりの巨乳。性格はクールだが正義感が強く頼りがいがあり、口調はやや男性的。容姿・性格・能力と相まって、学院では生徒達の憧れの対象となっている。
鏡に映すことにより対象物を時間停止させる第一級の能力を持つ「時の統治者（タイム・ルーラー）」。停止の範囲を部分的に解除することもできる。5巻でゴルゴンゾラから貰ったコンパクトは、能力値を1000倍にする効果があり、周囲全ての時間を止めてしまう。しかし消耗も激しく、数秒間しか停止を持続できない（6巻の時点では5秒未満。通常の媒体を使用した場合は約10分間の持続が可能）。
小等部に通う妹・百香のことをいつも気に懸けている。が、やや過保護な面もあり彼女が絡むと普段の冷静さを失うこともしばしば。また、虫が大の苦手という弱点があり、見ると激しく悲鳴を上げ動けなくなってしまうほど。
特技の一つに応急手当があり、溺れて呼吸停止した理刀に人工呼吸（心肺蘇生法）を施したことがある。それがきっかけで理刀を意識するようになり、以降理刀と親交を重ねるうちに彼に惹かれている様子が明確になっていく。
最終巻、5年後のエピローグでは、既に大学部を中退し就職、メキシコを拠点に活動している。
初の短編集「クールに黒媛!」は彼女を中心としたエピソードを集めたもの。コスプレも虫と同じくらい苦手、という事実が明らかに。作者あとがきによればスイート・巴・百香にジャンケンで勝利して第1巻の権利を獲得したとのこと。
美々津 巴（みみつ ともえ）
その寡黙さから「謎（エニグマ）」の二つ名を持つスターライトクラスの2年生。プラチナを媒体に死霊を操る「死霊使い」。その能力は人間としては非常に強力で、スイートを凌ぎ、リイザを感心させるほどである。引っ込み思案で消極的な性格のため能力の発動にはムラがあり、能力値は最高値で3200と学内最高記録を誇るが、最低値は320と第三級相当であるため、間を取って第二級と認定されている。男性全般が苦手だが、理刀に対してだけは平気になりつつある（理刀に名前を「巴ちゃん」と呼んでもらって嬉しさのあまり気絶したことからもう完全に惹かれている様子）。
5巻でパルメザンから貰ったペンダントは、強力な霊を大量に召喚できるが、なぜか蟲属性の霊しか呼ぶことができない（虫が苦手な黒媛への対抗策であったため）。6巻では大量の巨大蟻の霊を召喚し、物量作戦で酒匂社を撃破した。9巻では自分の力の本質を知り、魔界の大地からの力を借りて、森全体を埋め尽くさんばかりの大量の死霊を召喚し、相手を袋叩きに、他の相手も戦意喪失に追い込んだ。
9巻にて合気道・空手・ムエタイを修得していることが判明、本人はかじっているだけと言っているが、それなりに鍛錬を積んでいる模様で、かなり強い。
10巻では自身の能力の使い方のコツを掴んだと言っており、それからは状況に応じた死霊を呼べるようになった。
最後の5年後には、学院の大学部を測定器を12台も壊す程の圧倒的な能力値をもって首席で卒業し日本死霊協会に正式に就職した。
短編集第3弾「とびっきり巴!」は彼女を中心としたエピソードを集めたもの。日本死霊協会（NSK）の非常勤職員であり、時々除霊などの仕事を依頼されていることが明かされる。今回はあとがきでのヒロイン選考についてのネタは特に無い。
亜威 百香（あい ももか）
スターライトクラスの小等部に通う黒媛の妹で年齢は11歳。姉を尊敬し慕っている。能力値は100以上（1巻の時点で112、その後更にアップしている）であるが媒体が見つからず能力が発動できなかった。後に水を媒体とした仮定未来視（行動を仮定しその行動の結果が見える能力）があることが判明、黒媛から「世界樹の一葉（フィーチャリング・ワン）」の二つ名を貰い、喜ぶ。以来、地味ながら要所要所での判断材料としてかなり役立っている。ただし、今のところ1日に10回程度しか使用できない。理刀のことは姉の友人であり、自分の「魂の恩人」として当初から好意を持っており、11巻の描写からどうやら恋愛感情にまで発展している模様。
薬によって大人になった時の外見は、姉の黒媛以上の巨乳で足が小さい。
エピローグでは高校2年になり能力値も姉同様ダイヤ級に到達、媒体に必要な水も大気中の水分をかき集めて作れるようになり、世界でただ一人媒体を持ち歩かずに能力を使えるようになっている。
スイート
2巻より登場。フォンターナ家の666番目の息女で、キュートより数時間早く生まれた姉。母親が魔族と獣人のハーフのため獣人の血が流れている。何かにつけてキュートと張り合いたがるトラブルメーカー（ただし能力的にはキュートを遥かに凌いでおり、一種のじゃれ合いとも言える）。アンダーレゾン学院の魔導書学科に入学する。
上位獣人の変異種のみが使える能力で、唇を相手に接触させることで数分間の記憶を失わせることができる「不凋花の唇（アスフォデル・リップ）」を持つ。キュートによれば「家族にもキスできない」この能力を彼女自身忌み嫌っている。しかし理刀には通用しないことが判明し、以後は何かにつけて理刀にキスしたがる。
普通の耳とは別に、頭の上にクマに似た耳があり、普段は帽子で隠している。
子供の頃は、獣人の血を上手く抑えることができず、よく発熱して寝込んでいた。現在でも稀に抑え切れず暴走することがある。
当初はキュートへの対抗心から理刀に関心を寄せたが、後に本気で好意を抱くようになる。
短編集第2弾「素敵にスイート!」は彼女のエピソードを集めたもの。作者あとがきによれば巴・百香・ササラ・お姉様方の誰かとのクジ引きにてアタリを引き当てたらしい。

### 人間

#### レゾン学院
香森 小都恋（こうもり ことこ）
「千里眼（クレアヴォイアンス）」の二つ名を持つスターライトクラスの3年生。第一級の「無を歩く者」。のんびりした話し方と性格が特徴。能力を生かして占いの店「コトコ館」を営んでいる。彼女の能力をもってしても百香の媒体を見つけ出すことはできなかった（「水」という、あまりにもありふれたものであったため、特定ができなかったらしい）。
毛利 紬（もうり つむぎ）
7巻で登場。スターライトクラスの1年生で、黒媛の知り合い。第三級の「精霊使い」で、火を操る能力を持つ。そこそこ整った顔をしているが、ツンツンの茶髪にだらしのない服装や、平然と酒場に出入りしているなど不良そのもので、黒媛からちょくちょく説教されている。美人で高い能力を持つ黒媛に対し積極的にアプローチをかけているが、相手にされていない。また、黒媛と親しくしていながら能力を持たず特に秀でたものがあるわけでもない（と思い込んでいる）理刀のことを「黒媛には相応しくない」と見下すような言動をしている。
明石 ゆえ（あかし ゆえ）
7巻で登場。スターライトクラスの1年生で、黒媛の知り合い。第三級の「精霊使い」で、火を操る能力を持つ。媒体は砂鉄。毛利のことを好いているのだが、自分が毛利と同じ能力に覚醒し、かつ毛利よりも高い能力を持ってしまったことから、プライドの高い毛利に嫌われることを恐れ覚醒したことを言い出せず、「媒体がまだ見つかっていない」と言って能力を隠している。そのストレスから発作的にカップルに能力を使った放火を繰り返してしまっていたが、黒媛と理刀に捕まえられ、諭された。

#### その他
酒匂 社（さかわ　やしろ）
人間の能力者。女性。6巻に登場。髪は赤一色に染めたライオンパーマ。拝金主義者で、それ以外の価値観が理解できない。小都恋の店の隣の部屋で、能力を用いた呪殺を請け負っている（現在の法律では能力者を裁くことは困難であるらしい）。語尾に「～さ」をつける癖がある。水晶球を媒体とする「死霊使い」。他人の召喚した霊を吸収する力を持つ。
ファルルからササラの呪殺を依頼されるが、呪いを込めた宝珠を理刀に無力化されて失敗。直接来襲するが巴によって撃退された。
幸辺 朝比（こうべ　あさひ）
一般人。12巻に登場。肩に届く茶色のウェーブヘアに、黒媛と同レベルの胸をもつ女の子。女雛座争奪戦に参加しようとしていたが、キュートら5人を見て、愚痴をたらしまくった挙句、棄権した。しかしその後、大きな蝶々マスクをつけ、話し方が女王様キャラになった状態で戻り、「グラマー・バタフライ」の名で争奪戦に参加する。
大戸（おおと）
人間の能力者。SS3に登場。14～5歳ぐらいの少女。長い赤毛を一本の太い三つ編みにして、肩から胸の前に垂らしている。「死霊使い」であり、「謎（エニグマ）」と紙一重と自称する。中学時代に能力を使って「ムカつくヤツ」に怪我をさせたため、レゾン学院の推薦が取り消され、普通校に通っている。「この世は金と暴力が支配している」との価値観を有し、「降霊MV会」（Mはマネー、Vはバイオレンスの頭文字らしい）なる怪しい団体に所属、日本死霊協会から違法行為をとがめられても「霊を裁く法律なんてない」と開き直っている。
巴に難癖をつけ、彼女を「謎」本人と知らずに強引に勧誘するが、百香に危害を加えられたことで本気を出した巴の実力に怯えて命からがら退散した。

### 魔族

#### フォンターナ公爵家
魔界の有力な貴族であり、667人の子供（全て娘）がいる。母親は複数いる模様。12巻までに名前の判明している姉妹はキュートを含めて28人。能力の強弱は概ね生まれの順に反比例しているらしく、特に生まれ順が一桁ともなるとそれ以外の姉妹では全く太刀打ちできない。
スキュース
フォンターナ家の長女で「魔界の至宝」と呼ばれている高い魔力を保有し姉妹達から畏れられている。その武勇伝は枚挙に暇がないほどである。一見冷酷非情で放任主義のようだが、妹たち、特にキュートのことは気にかけている。魔界でも珍しい始祖竜のシィちゃんをペットに飼っている。
カカ
フォンターナ家の次女。「獲鳳縛麒（かくほうばっき）」と呼ばれている。5巻より登場。長身の鋭利な印象の女性で、赤いスーツを着用する。いついかなる時でも暴力的で、その頭突きは妹たちから能力以上に恐れられている。ある目的のために人間界へやって来た。意外に感動屋らしく、「フラン○ースの犬」の最終回を観て大泣きしていた。
スキュースを「ボス姉」と呼ぶことがある。
リイザ曰く両手足の指では足りないほどのエピソードの中に失恋関係の話もあるらしい（本人にとっても嫌な思い出らしく言い出したリイザに頭突きを合計2発かましていた）。
リイザ
フォンターナ家の三女。「静謐なる禍」と呼ばれている。普段は姉妹たちをまとめているようだが、キュートに怒られると泣き出して周りの木を枯らしたり、建物にひびを入れたりと困った一面も持つ。さらに高じると自分に石化の術式をかけて石になってしまうこともある（2日ほどで自然に元に戻るらしい）。過保護なほどにキュートを溺愛しており、（彼女の考える）間違った道へ進むのを止めようと策を巡らすこともしばしばである。ちなみに、どうやら他人によいしょされるのに弱いらしい。料理の知識と経験の豊富さは姉妹の中でもトップクラスだが誰も食べることができない。理由は、無意識に放出される大量の魔力が料理に練りこまれてしまうらしく食べた瞬間に皆気絶してしまうため。(被害者の中には一桁台の姉妹達やハンサム、キュートも含まれている)。
15年前、当時2歳のキュートに命を救われたことがある。
ゴルゴンゾラ & パルメザン
フォンターナ家の67女と68女の双子の姉妹。容姿・服装とも全く同じで違いは金髪と銀髪の違いのみ。イタズラ好きで他人をトラブルに巻き込む困った性格である。なお、キュートは「性格がすごく悪いのがゴルゴンゾラ、とても悪いのがパルメザン」であるとコメントしている。自称「ゴルパルツインズ」。人間界（主としてニッポン国）のサブカルチャーに中途半端に詳しい（額に「肉」と落書きするところを「内」と間違えるなど）。カカに「フランダ○スの犬」のDVDを「ニッポン国では一家に一枚はある必需DVD」と言って渡したりもした。
姉妹の中でもおそらくトップクラスの享楽主義者だが、本人たちとしては悪意でやっているわけではなく、さり気なくヒントをくれることも度々である。そのため、百香だけは彼女たちに好意を持っている。
第1巻以来の準レギュラーだが、6巻と9巻と10巻には登場しない。
ネクロ
フォンターナ家の38女。高い鼻の金髪の女性。持って生まれた美貌にも外見にも頓着しない。好きなことに没頭すると周囲が気にならない研究者肌（オタク?）な性格。物づくりが好きで封印庭（アーク）を作っている。しゃべり方は関西弁風で、一人称は「うち」。アンダーレゾン学院の封印庭学科の講師に就任する。掛けている眼鏡は効力最優先のためかなんかダサい。
ペットの屠竜犬パティは百香にも懐いている。ゴルパルからは勝手に「愛国無政府丸」と呼ばれる。
7巻で初めて口絵にイラストが描かれたが、作中で金髪とされているにも関わらずキュートやスキュースと同じような白銀の髪に描かれてしまっている。
デモティ
7女。「壊砦破城(かいさいはじょう)」と呼ばれている。8巻から登場。壊れた噴水の様に逆立った金髪。言葉遣いは割合に普通だが、かなりの武闘派のようで、父親の配置した強力な守護獣と素手で壮絶な殴り合い（というより一方的な攻撃）を演じた（父に恋路を邪魔された腹いせらしい）。
テンペランス
9女。「万虐無道(ばんぎゃくむどう)」と呼ばれている。11巻から登場。ヘルメットのような黒髪、瞼が半分程落ちたとろんとした目、服装は黒いゴスロリ服と手には先端に兎のヌイグルミが付いた杖を持っている。一人称は「某(それがし)」、性格は大人しく物静かだが時々スイッチが入るとおかしくなるらしく軽くて暴言程度、しっかり入ると大変なことになるらしい。11巻で起きる騒動の元凶、いたずら好きでスタイルは仕込んだ後は経過を眺めるだけらしい。
ティカ
12女。1巻に他4人と共に登場。外見はワイルドな女戦士風だが、実際は（理刀いわく）「どつき漫才シスターズ」。
ルルディ
27女。4巻に登場。リイザに招待されていた姉妹のうちの最年長者。酒好きらしい。アンダーレゾン学院の魔導書学科の講師もしている。
フィー
290女。2巻に登場。キュートいわく、仕切り屋でお調子者。レゾン学院の≪星影祭≫の司会進行を（おそらく勝手に）務める。
シザー、ケイティ、ジェラ
1巻に登場。酔うと地獄を運んでくるという、通称「デリヘル（デリバリー・ヘル）シスターズ」と呼ばれる7人。生まれ順、残り4人の名前は不明。
フェリシエ、キリカ、アイス、キーラ、メア、ココナ、サヴァー
2巻に登場。プールに出現した100人近くのうち、キュートが名前を呼んだ7人。詳細は不明。
マグナ、ホライズン、ロコ、ピア、アース
12巻にリンリンの言葉の中で出た、フォンターナ家の4、5、6、8、10女。
それぞれの異名は「真種(しんしゅ)」「神魔具有(しんまぐゆう)」「極炎の酔歩(ごくえんのすいほ)」「漸滅の詠姫(ぜんめつのうたひめ)」「烈なる皇神(すめがみ)」。
刃哭（はな）
スイートの母親で、キュートにも慕われている。外見は20代半ばで、娘と同様クマ耳を持つ。スイートによれば短い尻尾がある（スイートには無い）。温厚な性格だが娘には厳しいところもある。魔界の闘技場で闘っていたという経歴を持ち、「紫の牙」の異名を持つ。様々な知識にも通暁している様子。
ハンサム・フォンターナ
8巻より登場。魔界の大公爵であり、キュート達の父親。外見はすらりと背の高い銀髪の紳士で、20代後半か、30代前半にしか見えない。娘達を溺愛しており、娘が誰かとつき合おうとすると相手の男の「品定め」をして、結局はぶち壊しにしてしまう。
娘達からは密かに「恋路破潰者（クラッシャー）」と呼ばれ恐れられている。当人も薄々気がついてはいたが、カカに面と向かって言われてかなりショックを受けていた。
アルア・クレイロード
中性的な美少年。突然、レゾン学院の普通科に1日限定で留学してきた。瞳の色は碧で、通常は魔族が魔力を使っている時に見られる現象だが、生来のものであると主張。
実はハンサムの変装した姿（スイートは匂いで気づいた）。

毒舌丸（どくぜつまる）
キュートのボディガードをしている、長身で眼鏡をかけた怜悧な印象の女性。名前の通り、ジョークが通じない性格。10分先の未来を見ることができる。体術や暗器術にも秀でており、とても強い。「疾風」の異名で呼ばれることもある。パソコンが苦手だが、懸命に入門書を読んでマスターしようとするなど努力家の一面もある。常に黒のスーツを着用し、水着（デザインは大胆なビキニ）も潔いほどの黒。
恋愛経験は一度だけあるらしい。

#### その他の魔族
ササラ・ビョルンストライド
アンダーレゾン学院特別クラス所属。外見は小学生ぐらい。いつも寝ている。時々突発的に目を覚ましてはよくわからないことを口走ってまた寝てしまう。5巻より登場。
実は魔界の第二王女で、カカとは親友。「封印樹」に自らを封じており、カカによって解放された。上記の姿は封印樹から漏れ出た思念体であり、本来の外見は20代前半くらいの超美女。長い髪は七色に輝く。猫が好きだが犬やヒヨコも捨てがたいらしい。同じ内容を「あるいは」と別の言い方で繰り返す癖がある。ただし、感情が激した時は全く同じ言葉を繰り返すことも。
自分の周囲（半径約30km）の以内全ての魔族の魔力を支配し、自在に操る能力を持つ。彼女の周囲では魔族は魔法を使えなくなる。これはいかなる魔族にも（スキュースやカカでさえも）打ち破れない「天系能力」で、彼女の意思とは無関係に常時発動する不随意系能力でもある。(唯一混沌とした実在の力で能力を一時的に抑え込むことは可能)支配した他者の能力は彼女の意思で行使できる。ただし人間の能力者には無影響である。
その能力のために一部の魔族からは忌み嫌われており、皮肉を込めて「傀儡回し（プレイヤー）」と呼ばれている。
今回の「大会」については、ハンサムとの利害の一致（ハンサムは理刀を娘達から引き離したいがために、ササラは理刀と結ばれたいがために）により承諾した。
理刀に助けてもらって以来、彼に想いを寄せており、自分の友人か、または恋人、できるなら夫としてこれからも自分の共にいて欲しいと思っている。
10巻のラストで、自らの意思で人間界に留学して来ることが判明した。
ファルル・エプスタイン
魔界の公爵家の魔族（当主ではない模様）。肥満体のとっつあん坊や。わがままで考え無しで臆病な卑怯者。6巻に登場。ササラを暗殺しようと企むが、計画・行動があまりにも粗雑なため、ことごとく失敗する。
モップのような金髪は実はカツラで、ハゲと言われると逆上する。
ササラの殺害に失敗した後、スキュース・カカ・リイザの三姉妹に脅され、手下たちも見捨てて命からがら逃げ去った。
骨破（こっぱ）
ファルルに仕える魔族。大男だが長短足。辮髪。怪力と、巨体に似合わぬ素早さ、野獣並みの嗅覚を誇るが、極めて愚鈍で、命令以外のことは理解できない。
見た目通りにかなり打たれ強く、タフ。
メイドたち
ファルルに仕える3人のメイド。個人名は不明。毒薬や短剣を使い、体術にも長けているが、3人がかりでも毒舌丸には遠く及ばない。
セイル・エプスタイン
魔界の公爵家の息子。魔族。他力本願が身上のエプスタイン家の者にしては鍛え上げられた身体の持ち主だが、性格は傲慢なだけの卑怯者で、常に他人を見下している見掛け倒し。9巻より登場。
「大会」に優勝するべく、手下（理刀の混沌爆発を受け、ピクリとも動かなくなったことから、魔法人形）を多数参加させ、それ以外の者は買収したり妨害工作で蹴落とそうとする。理刀に対しても同様の工作を試みるが、シルティや仲間たちの活躍でことごとく失敗した。
ロム・アリアス
アリアス子爵家の子息。魔界の「美少年コンテスト」優勝経験あり。単純で思い込みが激しいところがあるが、根は善良らしい。4巻に登場。
ケイン・コンドル
コンドル子爵家の9男。8巻に登場。「大会」の参加者であり、卑怯な手段で理刀を陥れようとするが、見通しと詰めが甘く、見事に失敗する。
カラミティ、トルネイド、ディファ
ササラのお付きの3人のメイド。10巻に登場。3人ともササラを心から慕っており、理刀をササラの婿として認めていない。
リンリン
女雛座争奪戦の参加者。12巻に登場。始めは鈴木鈴音（すずきすずね）という名で人間として参加していたが、百香に魔界出身であることを聞かれ、本名と本当の姿を現す。性格は好戦的で単純。悪意は持っていない。人間界には不法入界したらしい。
アン
12巻に登場した、女雛座争奪戦の参加者。修道女のような姿をして、日本生まれの人間を装っていたが、実は魔族。
ツェデュヴィーラ
キュートの中に封印されていた、かつて蛮族の連合軍を率いてビョルンストライド王国と戦ったとされる女王。12巻から登場。ツェデュヴィーラとは本当の名ではなく「真なる女王」という意味であり、親に与えられた名は「土筆(つくし)」。
凶悪で悪辣で冷酷無比な女王とされているが、正体は気も腕力も弱く、ケンカなどとてもできないお姫様であり、キュートとのケンカで負ける程度。しかし、その膨大な魔力と術式構成のレベルが高く、キュートが貸した声帯からの呪声だけで、キュートを連れ去ろうとしたアンだけでなく周りの人や鳥までも苦しめるほどの力がある。
アビゲイル・キッドマン
SS2より登場。アンダーレゾン学院に通うスイートの学友。キッドマン伯爵家の六十六女で、豹柄の縦ロールという髪をしている。スキュースの大ファン。

#### その他の種族
シィ
スキュースのペット。全ての魔力や術式を中和する能力を持つ始祖竜だが、初登場時は成体になり切っていないため、その能力は発現していなかった。猫のような声で鳴く。1巻での初登場時は鳩くらいの大きさだったが、4巻で再登場した時には二ヶ月間で急成長し、大型犬より大きく、人間を乗せて（しがみつかせて）飛べるまでになっていた。知能はかなり高い。
彼（?）が理刀に「寄生」したことから全てが始まった。本来の主人であるスキュースに次いで理刀に懐いている。
シルティシャープ
謎の美少女。8巻より登場。外見は13～14歳の少女だが、胸はかなり大きい。言動はお子様そのもので、セリフに漢字は無い。理刀の部屋に突然出現し、彼を「お兄ちゃん」と呼んで懐く。美味しいものが大好きで、やや意地汚いところがある。通称シルティ。
ある理由（スキュースのしつけ）から、耳を引っ張られると大人しくなってしまう。
成り行きで魔界の「婿争奪戦」に参加させられることになった理刀のサポート役を務める。
その正体は始祖竜のシィが人間に変身した姿。元の性別は不明だが、理刀を慕うことで女性になった、と解釈できる発言が8巻にある。竜や獣人等からは「始祖姫様」と呼ばれる。10巻ラストでは大使館で留守番をしているらしい。
始祖竜（しそりゅう）＝混沌竜（こんとんりゅう）（カオス）
魔界に生息する竜。「混沌とした実在」の能力を持つ。他の竜や幻獣、亜人などに対して絶対的な支配力を持っており、魔界において彼らに頭が上がる生物は（魔族以外には）ほとんどいないらしい。シルティシャープもこの仲間である。
最近では「混沌とした実在」の研究のために協力している竜もいる模様（ハンサム等の発言より）。
彼らの中でも長老属は敵の意識を支配する能力を持っているらしい。理刀もこれと同じ能力を持っているが、中途半端に発動したため、黒媛やスイートと魂が入れ替わったりしている。この能力を使いこなせば人間界においてほぼ最強と言えるだろう。ただし入れ替わってもその人物の能力は使えない。黒媛と入れ替わった理刀は彼女の「時の統治者」としての時間停止能力は使えなかった。

パム
魔界の土着民である鳥人族の少女。腕の代わりに翼が生えている。リイザが人間界に浮遊島「フォンターナ・アイランド」を造った際に一緒に連れて来られた。リイザが造った温泉を気に入り、湯浴びが趣味になってしまっている。
シャミ
魔界の土着民である人魚族の少女。リイザが人間界に浮遊島「フォンターナ・アイランド」を造った際に一緒に連れて来られた。パム同様、温泉の魅力にとりつかれた一人。
小妖精たち
レッド、ブルー、イエロー、ピンク、ブラックの5体。身長20cmほどで、それぞれの色をした昆虫の羽を持つ。イエローとピンクは女性。5巻に登場。特撮『スーパー戦隊シリーズ』のパロディである。
実は「封印樹」の種子がリイザによって破壊されて生じた存在。5体集めることで元に戻る。
ルルヲリ
8巻に登場。魔界の土着民。ハルピュイアの血を引く鳥人の一族であるギルヲリ族の族長をしている少女。パムとは異なりこちらは背中から翼が生えている人間。
「空魔病」という、ハルピュイアにとっては不治の病に冒されていたが、集落が魔族に襲撃された際にたまたま居合わせていた理刀によって魔族を撃退してもらった上に、理刀との接触によって病を治してもらった（呪毒の類であるために「混沌とした実在」の力が有効であったらしい）ため、理刀のことを恩人と慕っている。始祖竜と同じ力を持ち、また始祖竜のシィと一緒にいたために理刀のことも始祖竜の一族だと誤解している。
フィスト
9巻より登場。他の竜よりも体が大きく、右目の代わりに十字架のある隻眼の走竜。灰褐色の鱗をし、ところ狭しと傷跡がちりばめられている（この傷は生まれ故郷、または先にあった蛮族と魔族の戦でついたものと推測できる記述がある）。
城の家畜処理場で殺されてレース優勝者の竜肉料理にされるところだったが、シルティと理刀によって走竜レースに出ることになった。
竜舎において彼に並ぶほどの力を持った竜は他にいないようで、レースの真っ最中でも雄叫びや足払い、タックル等で蹴散らしていた。竜舎生まれではなく、捕獲された野生の竜であるらしい。
口調はとても乱暴だが、レースの最中に理刀の混沌した実在の能力を目にしてからは彼を始祖竜と思い込み、以後は敬語を使うようになった。
エプスタインの手下が持っていた魔道具で石にされていたが、すぐ元に戻され、理刀とシルティの計らいで故郷を目指して走り去っていった。
モズ
9巻に登場。セイル・エプスタインの従者。生粋の獣人。
スィートを「不凋花」とよぶなど傲慢な性格で、黒媛から「弱い者をいじめることでしか存在意義を見いだせない情けない奴」と評された。
理刀を助けようとする黒媛を見つけもてあそぶも、スィートからコンパクトを受け取った黒媛に両手両足を止められ二人の攻撃を受け倒される。
ココラル
9巻に登場。セイル・エプスタインの従者。詳しい種族は不明。セイルとモズ同様性格は極めて悪い。
シルティを騙し連れて行き、追いかけてきた百香にも暴行するが、怒ったシルティにタコ殴りにされる。その後攻撃を止めたシルティの耳を引っ張るが、シルティの火炎放射を目の当たりにし、即座にひれ伏した。
ティアマト
SS2より登場。スキュースに仕える原初竜＝創造竜（クリエイト）と呼ばれる竜族の少女。混沌竜と同格の存在。
妖狐族の姉妹
SS3に登場。N県S市の過疎地・二九鼓（にくつづみ）村の近くに住む「変化（へんげ）」の少女たち。狐らしく変身の術と、他者を幻惑して操る術を得意とする。長女ヨウコリン、二女ランコリン、三女アイコリン、四女ヒナコリン、五女サトコリン。一人称と語尾にそれぞれ特徴がある。テレビで情報を得ており、人間界の情報を少々誤解して認識している。

## 用語
魔族
数年前から交流が始まった人間とは別の世界（魔界）に住む種族。人間から見ると超常的に思える能力を、その種類や強さに個体差・年齢差はあれど、生まれつき当たり前のように複数使うことができる。各国は積極的に国交を結びその能力の研究をしているのだが、最近まで慎重な態度をとっていた日本はその研究が他国に比べてやや遅れている。
かつては人間と「契約」して、願いを叶える代償に魂を奪うこともしていたが、現在は魔界と人間界の条約により、魂を取引する契約を交わすことは禁じられている。ただし、条約締結以前に取り交わされた契約は施行してよいことになっている。
能力
魔族が持つ超常的な力。人間でも使える者は存在するが、その人数は少ない。また、一人で多数の能力を持ち自由自在に発動ができる魔族に対し、人間は一人一つしか使えないうえに発動には各人固有の媒体を必要とする。
人間の能力者はその能力により大まかに分類されている。作中で登場する分類は以下の通り。
時の統治者（タイムルーラー）
時間操作や未来予知など、時間に関する能力者。
死霊使い（ネクロマンサー）
死霊を呼び出し操る能力者。魔族にとっては基本能力。
無を歩む者（ナッシングウォーカー）
瞬間移動や遠視など、空間に関する能力者。
幻術使い（マジシャン）
他者の五感を操作して幻覚を見せる能力者。
精霊使い（エレメンタラー）
地水火風などの物質や事象を操作する能力者。
能力名は明らかになっていないが、上記以外に身体能力（聴力など）を部分的に強化する能力もあるらしい。
混沌とした実在（カオティック・リアル）
春日理刀の能力。上記の分類には該当せず、媒体も不要である（媒体や呪文により発動するわけではなく、いわば常動型の能力）。全ての魔力や術式を中和する。魔界の始祖竜（別名・混沌竜）などの持つ能力と同種のもので、人間に発現することは極めて珍しい（魔族は不明だが、少なくとも一般的ではないと思われる）。
ただし、魔力を中和しても、それによる影響を「無かったこと」にできるわけではない。理刀は、術式で生み出された「守護獣」に直接触れた時は消滅させることができたが、その直前に守護獣の振り回した木で殴られて吹っ飛んでいた。またプールでは魔法で起こされた大波の術式を中和させたが、水の勢いをとめることはできず、溺れてしまった。
更に、治癒や飛行、瞬間移送などの友好的な魔力も見境なく中和してしまう（したがって能力者はこれらの恩恵を得ることができない）ため、注意が必要である。
また、術式が強力かつ複雑である場合は、単に触れただけでは中和できない場合もある。キュートの石化を解呪する時やササラの能力を長時間にわたって封じる際には、唇の接触、すなわちキスを必要とした。カカの説明によれば、唇は神秘的な部位であり、ここから直接放出する魔力は桁違いに強力で、また唇から受けた魔力も体内に強い影響を及ぼす、とのことである。
魔法薬を内服した場合も、単純な接触だけでは中和されない。
事前に承知して準備しておけば、高位魔族ならば数秒間（ゴルパルツインズの場合は1.5～2秒程度。ハンサムは10秒ほどだが本人曰くやろうと思えばもっと耐えられたらしい。）の接触に対抗して術式を維持することも可能。
混沌爆弾（カオティック・ボム）
始祖竜の特殊能力で、理刀も保有している。殺傷を目的としたある一定以上のレベルの魔力攻撃を受けた場合、その魔力量に応じて周囲に「混沌とした実在」を放出する、防御に特化した能力。
能力値
個人の持つ「魔力」の強さを数値で表したもの。原理は不明だが、専用の器具（外見は体脂肪率測定器に似ている）で簡単に測定できる。一般人は15～20程度。
能力者は訓練によって数値を伸ばすことができる。また、魔界産の飲食物には、能力値を向上させる作用のあるものもある。
第一級（ダイヤクラス）
能力値1000を超える能力者。
第二級（エメラルドクラス）
能力値1000未満の能力者。
下限値は不明だが、巴の最低値である320は第三級とされていることと、SS3で自称400以上の能力者がエメラルド相当と発言しているので400以上と思われる。
第三級（パールクラス）
能力値100以上の者。通常、能力を発揮できる条件は能力値が100以上とされている。

レゾン学院
日本初の能力開発専門学校。校舎は都心にある25階建てのビル。託児所から大学まで揃っており、生徒は全員能力値50以上。生徒数は約1000名だが、能力を発揮できる者は30数名である。
スターライトクラス
レゾン学院の能力開発学科（ペンタグラム）の通称。定期的に実施される能力値測定で100以上を記録すると移籍が認められ、媒体の探索についても便宜が図られる。彼らの学ぶスペースは普通科とは分けられており、一般学生は立ち入り禁止である。

アンダーレゾン学院
レゾン学院の姉妹校として、学院の地下に建設・開校された魔界資本の専門学校。
春日寮
理刀の住むマンションをフォンターナ家が買収、アンダーレゾン学院の学生寮として使用することになったもの。管理人は毒舌丸。女子寮だが、春日理刀だけは先住者として居住を認められている。寮の名前は彼にちなんでリイザが命名した。

## 既刊一覧

### 小説

#### 本編
- 野島けんじ（著）・野島けんじ（イラスト） 『きゅーきゅーキュート！』 メディアファクトリー〈MF文庫J〉、全14巻
  1. 2006年7月31日初版第一刷発行（7月25日発売[2]）、ISBN 4-8401-1574-5
  2. 2006年10月31日初版第一刷発行（10月25日発売[3]）、ISBN 4-8401-1729-2
  3. 2007年1月31日初版第一刷発行（1月25日発売[4]）、ISBN 978-4-8401-1789-0
  4. 2007年4月30日初版第一刷発行（4月25日発売[5]）、ISBN 978-4-8401-1842-2
  5. 2007年8月31日初版第一刷発行（8月24日発売[6]）、ISBN 978-4-8401-1898-9
  6. 2007年12月31日初版第一刷発行（12月25日発売[7]）、ISBN 978-4-8401-2115-6
  7. 2008年4月30日初版第一刷発行（4月25日発売[8]）、ISBN 978-4-8401-2309-9
  8. 2008年8月31日初版第一刷発行（8月25日発売[9]）、ISBN 978-4-8401-2404-1
  9. 2008年12月31日初版第一刷発行（12月25日発売[10]）、ISBN 978-4-8401-2604-5
  10. 2009年5月31日初版第一刷発行（5月25日発売[11]）、ISBN 978-4-8401-2762-2
  11. 2009年12月31日初版第一刷発行（12月25日発売[12]）、ISBN 978-4-8401-3127-8
  12. 2010年8月31日初版第一刷発行（8月25日発売[13]）、ISBN 978-4-8401-3485-9
  13. 2011年4月30日初版第一刷発行（4月25日発売[14]）、ISBN 978-4-8401-3892-5
  14. 2011年8月31日初版第一刷発行（8月25日発売[15]）、ISBN 978-4-8401-4200-7

#### 短編集
- 野島けんじ（著）・武藤此史（イラスト）、メディアファクトリー〈MF文庫J〉、全3巻
  - 『きゅーきゅーキュート！ SS クールに黒媛！』、2009年8月31日初版第一刷発行（8月25日発売[16]）、ISBN 978-4-8401-2874-2
  - 『きゅーきゅーキュート！ SS2 素敵にスイート！』、2010年4月30日初版第一刷発行（8月25日発売[17]）、ISBN 978-4-8401-3280-0
  - 『きゅーきゅーキュート！ SS3 とびっきり巴！』、2010年12月31日初版第一刷発行（8月25日発売[18]）、ISBN 978-4-8401-3677-8

### 漫画
- 野島けんじ（原作）・武藤此史（キャラクター原案）・藤井理乃（作画） 『きゅーきゅーキュート！』 メディアファクトリー〈MFコミックス アライブシリーズ〉、全3巻
  1. 2009年1月31日初版第一刷発行（1月25日発売[19]）、ISBN 978-4-8401-2520-8
  2. 2009年8月31日初版第一刷発行（1月25日発売[20]）、ISBN 978-4-8401-2908-4
  3. 2010年3月31日初版第一刷発行（1月25日発売[21]）、ISBN 978-4-8401-3302-9